# Heinrich Leopold Rohrmann
Heinrich Leopold Rohrmann, född 1751 i Herzberg nära Harz, död 1821, var en tysk orgelspelare och kontrapunktist.
Rohrmann, som var organist i Clausthal, utgav Methode zum zweckmässigen Choralspielen, nebst einer kurzen Anleitung zur guten Erhaltung einer Orgel (översatt till svenska av Carl Johan Moberger). Han komponerade piano- och orgelstycken. 